# Philippe Chopin
Philippe Chopin (ur. 1 listopada 1958 w Paryżu) – francuski polityk.
W latach 2011–2015 pełnił urząd prefekta (reprezentanta prezydenta Francji) we wspólnotach zamorskich: Saint-Barthélemy i Saint-Martin. Od 4 czerwca 2018 pełni urząd prefekta (reprezentanta prezydenta Francji) w departamencie Pireneje Wschodnie.

## Źródła
CV Philippe Chopin